# Diplomekonom
Diplomekonom (förkortat dipl.ekon. eller DE) var en finlandssvensk examenstitel för personer som genomgått Svenska handelshögskolan i Helsingfors eller Handelshögskolan vid Åbo Akademi. Titeln avskaffades 1983.